# Reyhan Arabacıoğlu
Reyhan Arabacıoğlu (ur. 22 grudnia 1982 w Izmirze) – turecki sztangista, brązowy medalista igrzysk olimpijskich i dwukrotny medalista mistrzostw świata.

## Kariera
Podczas mistrzostw świata w Antalyi w 2001 roku wywalczył brązowy medal w wadze lekkiej. Na rozgrywanych dwa lata później mistrzostwach świata w Vancouver zdobył srebrny medal w wadze średniej. W tej samej kategorii wagowej zdobył również brązowy medal na igrzyskach olimpijskich w Atenach w 2004 roku. W zawodach tych wyprzedzili go jedynie jego rodak Taner Sağır i Siergiej Filimonow z Kazachstanu. Pierwotnie zajął czwarte miejsce, jednak w 2013 roku brązowemu medaliście, Rosjaninowi Olegowi Pieriepieczonowowi odebrano medal i przyznano Reyhanowi Arabacıoğlu. Był to jego jedyny start olimpijski.